# 剛柔流
剛柔流，是沖繩空手道其中的一個流派，同時為日本空手道四大流派之一，剛柔流發源自琉球王國（現今為日本國沖繩縣）的那霸手，創始人為宮城長順。剛柔流空手道共有個12型（套拳），其拳法有明顯的南拳特色，以小架三戰步、貓足立、四股立為主，講究剛柔並濟。在修行時注重“氣”、“息”、“體”的鍛煉。
宮城長順於1888年出生于日本國沖繩縣，14歲加入那霸手名師東恩納寬量的門下，1915年遠赴中國福建省福州，學習中國拳法。歸國後將獨特的技法系統化。該拳法為“南舟北馬”中的南派功夫，受系統來自南少林武術福州鶴拳、南少林武術南派羅漢拳及永春白鶴拳影響，其流派名稱的取自流傳於白鶴拳拳譜《武備志》中拳法八要中的一句“法剛柔吞吐，身隨時應變。”因此得名剛柔流。後來剛柔流由沖繩傳致日本本土及發展，逐漸形成獨立體系，現分為沖繩剛柔流及日本剛柔流。在沖繩剛柔流方面，因為宮城長順生前並無定立指定繼承人，當其身故後他的弟子們逐漸分裂，分別是東恩納寬量及宮城長順的弟子比嘉世幸系統，宮城長順的弟子八木明德系統，宮城長順及比嘉世幸的弟子渡口政吉系統，宮城長順的長子宮城敬系統，以及宮城長順的弟子宮里榮一系統。日本剛柔流主要是山口實美（剛玄）系統。剛柔流的代表團體有尚道館（1950－）（比嘉世幸）、明武館[1952-]（八木明德)、尚禮館（1954）（渡口政吉）、講明館（1955－）（宮城敬）、順道館（1957－）（宮里榮一）、尚武館（1963－）（新城正信）、拳志會（1979－）（外間哲弘）、剛柔會（1950－）（山口實美)、日本正武館（鈴木正文）、日本正剛館空手道士會（多田正剛）等，該流派在東南亞地區有相當大的影響，也是最早傳入中國及香港的空手道流派之一。目前世界上另一大空手道體系－全接觸空手道極真會館的始創人大山倍達，除了曾跟隨松濤館流創始人船越義珍學習松濤流空手道外，亦曾跟隨日本剛柔會開山祖師山口實美的弟子曹寧柱學習剛柔流空手道。

## 剛柔流空手道根源追溯
東恩納寬量唐名慎善熙，出身那霸士族，22歲從琉球王國經由水路到清朝福建省福州，尋訪名師學習中國武術（又名武藝、武技、中華武術等）。其間經歷無數困難，如言語上的溝通，生活習慣的適應等，終於得償所願，拜得「如如哥」（原名及真實身份已不可考，琉球語讀音為ルールーコウ，其中一說是嗚鶴拳宗師謝宗祥，但年齡上與東恩納寛量所描述不符）為師，學習嗚鶴拳。前後寛量先生在清朝習武15年，才拜別師傅返回已屬于日本國沖繩縣的那霸，返回前已懂得草藥的配製技巧。 
東恩納先生归國後，就全力發展和推廣從清朝學習的武藝，尤其“三戰拳”套路，當時跟東恩納寛量習武的人很多，但由於他的訓練嚴格和要求極高，所以大部份學生祇能維持一短暫時期就停學。當時一位14歲少年名宮城長順，為人克苦自律，終於成為東恩納寛量先生的入室弟子，完成所有學習課程，並一同將“那霸手”發揚光大。1915年，東恩納先生仙逝時63歲，從此“那霸手”系就傳給給這位自律性極高的青年——宮城長順，成為一派宗師，宮城長順跟隨東恩納先生習武已15年之久。 
從1921年至1925年間，宮城先生更多次在日本皇室表演“那霸手”技巧，屢獲好評。1926年，38歲的宮城先生還成立了空手道武術學會，即空手道研究會，同時有花城長茂、喜屋武朝德、本部朝基及摩文仁賢和（糸東流始創人）輪流授徒。
1927年，柔道始祖嘉納治五郎被邀請到東京府參加聚會，宮城宗師當場表演那霸手套拳，而嘉納先生感到這些套拳非常充實，隨後宮城先生再示範一些摔跤和擒拿技巧，並解釋以上技巧在應用於運氣和適當的呼吸之重要性，嘉納先生對此印象極深，緊記於心。 
1930年後，古武道比賽及其它很多由日本政府贊助的主要武術賽事中，柔道“始祖”均推薦宮城先生用沖繩“那霸手”的技巧作示範表演。 
1930年，宮城先生的大弟子新里仁安，在全日本武術大賽中示範表演後，被日本古武道弟子問及其那霸手拳套應屬何派系時，新里仁安無從回答，因為當時並無必要立定一個名稱作派系，而當時沖繩還有三個不同的派系在武術界中流傳著，即泊手（日：Tomari-Te，琉Tumai-Ti）、首里手（日：Shuri-Te，琉：Sui-Ti）和那霸手（日：Naha-Te，琉：Nafa-Ti），它們全部都源自中國少林功夫，而這三個派系均以琉球王國的村名而別，總稱為“手”。新里仁安返回沖繩後，向師傅提及有關派系名稱這個問題時，宮城先生覺得有此需要，定名為“剛柔流”，以便這種武術技巧發揚光大，同時更正式知會其他日本武術學校。 
“剛柔流”是剛猛勁力與柔和技巧配合成之拳道，流是派別，故剛中帶柔，柔中帶勁，相輔相成。宮城先生是首位將中國武術演變成獨立流派的日本武術家。“剛柔流”空手由宮城先生于1934年在大日本武德會正式註冊，而1934年則為“剛柔流唐手”，“空手”解釋為徒手或無武器的自衛術，有些大師傅更稱為“空手道”（Karate-Do）。 
1946年第二次世界大戰後，宮城先生為沖繩市政府體育協會及沖繩員警訓練學院傳授空手道技巧。接著，空手道從琉球王國發展遍及整個日本，宮城長順被稱為「武士宮城（busaa maagusuku）」，繼而成為空手道之父。

## 剛柔流的型
絕大部份剛柔流道場都會教授以下十二套型，有所謂規定型。根據技術及程度等分別，有被稱為基本型、開手型、閉手型及普及型等不同的型。

### 三戰（サンチン）（SANCHIN）
三戰是剛柔流的兩個代表型之一，為「剛」的代表。在演練三戰時，必須運勁把全身肌肉及神經達致極緊張的狀況。有時演練時，指導者會用力拍、打或踢演武者雙肩、肩胛、手臂、拳頭、腹部、跨內及屁股，以此測試演武者的運勁。三戰有兩個版本，東恩納寬量傳授的三戰有轉身但沒有後退的步法，宮城長順後期改良，將轉身動作取消，改為三進三退。

### 轉掌（テンショウ）（TENSHOU）
轉掌是剛柔流的兩個代表型之一，為「柔」的代表。「剛」和「柔」是剛柔流的兩大基本要，所謂的「柔」，是把內在的鬥志不顯現出來，使其靜靜地蘊藏在身體內處，好像是等待時機爆發，描繪出轉掌的曲線防禦。轉掌雖是「柔」的型，卻並不是放鬆勁道，它必須從「剛」中表現出「柔」的一面。

### 擊碎第一（ゲキサイダイイチ）（GEKISAI-DAIICHI）
是宮城長順在1940年左右所創立的型，目的是讓中小學生也能練習空手道。技法大致可分為上段攻防、中段攻防、下段攻防部份，從連續技、諸手技建立合理的基本體系。擊碎第一在松林流被稱為普及型第二。

### 擊碎第二（ゲキサイダイニ）（GEKISAI-DAINI）
開始時步法與擊碎第一完全一樣，中段部份由中段受改為掛受，結尾以貓足立及轉受完成。

### 碎破（サイファー）（SAIFA）
又稱為最破，是世界空手道聯盟的第一指定型。它原先為最初的型，從單純的基本招式動作，產生了許多「取技」、「離技」、「倒技」等實際應用招式。碎破的招式共有三十二招，其中二十三招為進攻，九招為防禦招式。大約有十一招進攻招式是左右相對，演武線是以Ｔ形的前後左右的直線。在站立架式方面，碎破是所有開手形中最為豐富精彩，其中包括「四股立」、「前屈立」、「三戰立」、「貓足立」、「外八字立」，最特別是獨有的「鷺足立」。

### 制引戰（セイエンチン，セーインチン，セイユンチン）（SEINCHIN）
又稱為征遠鎮，此型在手技及站法上有多樣的連技及應用變化。制引戰的步法以四股立為中心，型以離技開始,是唯一沒有踢技的型。

### 三十六手（サンセールー）（SANSEIRU）
以前屈立為中心，蹴技亦是所有型中最多的一套（總共有八本），演武線為才字。

### 十八手（セーパイ）（SEIPAI）
是世界空手道聯盟的第一指定型。該型的演武線為木字型，主以近身為主，當中出現一些挍技。

### 四向戰（シソーチン，シッソーチン）（SHISOCHIN）
又稱為師壯鎮、士壯鎮等，雖名為四向，但實際上它是第一套以八個方向進行的型，演武線為米字。

### 十三手（セーサン）（SEISAN）
是世界空手道聯盟的第二指定型，演武線為十字線，但與其它型不同的是，四個方向都是不同的攻擊招式進行。

### 久留頓破（クルルンファー，クールールンファー）（KURURUNFA）
又名來留破，是世界空手道聯盟的第二指定型。演武線為米字。

### 壹百零八手（スーパーリンペイ）（SUPARINPEI）
剛柔流最高程度的型，在古流那霸手傳承時期，此型分為下、中、上三型，現在已合成為一型，別稱百步連。演武線為米字。

## 剛柔流分支道館自創型

### 八木明德系統
- 天地
- 白虎
- 青龍
- 朱雀
- 玄武

### 渡口政吉系統
- Hookiyu型一
- Hookiyu型二
- 擊碎第三
- 擊破第一
- 擊破第二
- 鶴破第一
- 鶴破第二
- 白鶴之型
- 白鶴之舞
- 合掌之型

### 日本正武館（河野安雄）
- 河野之形 Kono no Kata

### 日本剛柔會（山口剛玄）
- 太極上、中、下段
- 天龍
- 地鶴
- 玄鶴
- 黃龍

## 剛柔流的分支發展
|  |  |                      |                      |                      |                      |                      |                      |  |  |                               |                               |                               |                               |                               |                               |  |  |                                 |                                 |                                 |                                 |                                 |                                 |  |  |                      |                      | 東恩納寬量 (1853-1915)          |                                 |                                 |                                 |                                 |                                 |                        |                        |                        |                        |                        |                        |          |          |                                            |                                            |                                            |                                            |                                            |                                            |  |  |                                 |                                 |                                 |                                 |                                 |                                 |  |  |                               |                               |                               |                               |                               |                               |  |  |
|  |  |                      |                      |                      |                      |                      |                      |  |  |                               |                               |                               |                               |                               |                               |  |  |                                 |                                 |                                 |                                 |                                 |                                 |  |  |                      |                      |                                 |                                 |                                 |                                 |                                 |                                 |                        |                        |                        |                        |                        |                        |          |          |                                            |                                            |                                            |                                            |                                            |                                            |  |  |                                 |                                 |                                 |                                 |                                 |                                 |  |  |                               |                               |                               |                               |                               |                               |  |  |
|  |  |                      |                      |                      |                      |                      |                      |  |  |                               |                               |                               |                               |                               |                               |  |  |                                 |                                 |                                 |                                 |                                 |                                 |  |  |                      |                      |                                 |                                 |                                 |                                 |                                 |                                 |                        |                        |                        |                        |                        |                        |          |          |                                            |                                            |                                            |                                            |                                            |                                            |  |  |                                 |                                 |                                 |                                 |                                 |                                 |  |  |                               |                               |                               |                               |                               |                               |  |  |
|  |  |                      |                      |                      |                      |                      |                      |  |  |                               |                               |                               |                               |                               |                               |  |  | 許田重發 (1887-1968) （東恩流） | 許田重發 (1887-1968) （東恩流） | 許田重發 (1887-1968) （東恩流） | 許田重發 (1887-1968) （東恩流） | 許田重發 (1887-1968) （東恩流） | 許田重發 (1887-1968) （東恩流） |  |  |                      |                      | 宮城長順 (1888-1953) （剛柔流） | 宮城長順 (1888-1953) （剛柔流） | 宮城長順 (1888-1953) （剛柔流） | 宮城長順 (1888-1953) （剛柔流） | 宮城長順 (1888-1953) （剛柔流） | 宮城長順 (1888-1953) （剛柔流） |                        |                        |                        |                        | 城間恒貴               | 城間恒貴               | 城間恒貴 | 城間恒貴 | 城間恒貴                                   | 城間恒貴                                   |                                            |                                            |                                            |                                            |  |  | 摩文仁賢和 (1889-1952) (糸東流) | 摩文仁賢和 (1889-1952) (糸東流) | 摩文仁賢和 (1889-1952) (糸東流) | 摩文仁賢和 (1889-1952) (糸東流) | 摩文仁賢和 (1889-1952) (糸東流) | 摩文仁賢和 (1889-1952) (糸東流) |  |  |                               |                               |                               |                               |                               |                               |  |  |
|  |  |                      |                      |                      |                      |                      |                      |  |  |                               |                               |                               |                               |                               |                               |  |  | 許田重發 (1887-1968) （東恩流） | 許田重發 (1887-1968) （東恩流） | 許田重發 (1887-1968) （東恩流） | 許田重發 (1887-1968) （東恩流） | 許田重發 (1887-1968) （東恩流） | 許田重發 (1887-1968) （東恩流） |  |  |                      |                      | 宮城長順 (1888-1953) （剛柔流） | 宮城長順 (1888-1953) （剛柔流） | 宮城長順 (1888-1953) （剛柔流） | 宮城長順 (1888-1953) （剛柔流） | 宮城長順 (1888-1953) （剛柔流） | 宮城長順 (1888-1953) （剛柔流） |                        |                        |                        |                        | 城間恒貴               | 城間恒貴               | 城間恒貴 | 城間恒貴 | 城間恒貴                                   | 城間恒貴                                   |                                            |                                            |                                            |                                            |  |  | 摩文仁賢和 (1889-1952) (糸東流) | 摩文仁賢和 (1889-1952) (糸東流) | 摩文仁賢和 (1889-1952) (糸東流) | 摩文仁賢和 (1889-1952) (糸東流) | 摩文仁賢和 (1889-1952) (糸東流) | 摩文仁賢和 (1889-1952) (糸東流) |  |  |                               |                               |                               |                               |                               |                               |  |  |
|  |  |                      |                      |                      |                      |                      |                      |  |  |                               |                               |                               |                               |                               |                               |  |  |                                 |                                 |                                 |                                 |                                 |                                 |  |  |                      |                      |                                 |                                 |                                 |                                 |                                 |                                 |                        |                        |                        |                        |                        |                        |          |          |                                            |                                            |                                            |                                            |                                            |                                            |  |  |                                 |                                 |                                 |                                 |                                 |                                 |  |  |                               |                               |                               |                               |                               |                               |  |  |
|  |  |                      |                      |                      |                      |                      |                      |  |  |                               |                               |                               |                               |                               |                               |  |  |                                 |                                 |                                 |                                 |                                 |                                 |  |  |                      |                      |                                 |                                 |                                 |                                 |                                 |                                 |                        |                        |                        |                        |                        |                        |          |          |                                            |                                            |                                            |                                            |                                            |                                            |  |  |                                 |                                 |                                 |                                 |                                 |                                 |  |  |                               |                               |                               |                               |                               |                               |  |  |
|  |  | 新里仁安 (1901-1945) | 新里仁安 (1901-1945) | 新里仁安 (1901-1945) | 新里仁安 (1901-1945) | 新里仁安 (1901-1945) | 新里仁安 (1901-1945) |  |  | 比嘉世幸 (1898-1966) (尚道館) | 比嘉世幸 (1898-1966) (尚道館) | 比嘉世幸 (1898-1966) (尚道館) | 比嘉世幸 (1898-1966) (尚道館) | 比嘉世幸 (1898-1966) (尚道館) | 比嘉世幸 (1898-1966) (尚道館) |  |  | 八木明德 (1912-2003) (明武館)   | 八木明德 (1912-2003) (明武館)   | 八木明德 (1912-2003) (明武館)   | 八木明德 (1912-2003) (明武館)   | 八木明德 (1912-2003) (明武館)   | 八木明德 (1912-2003) (明武館)   |  |  | 與儀實榮 (1912-1997) | 與儀實榮 (1912-1997) | 與儀實榮 (1912-1997)            | 與儀實榮 (1912-1997)            | 與儀實榮 (1912-1997)            | 與儀實榮 (1912-1997)            |                                 |                                 | 上原優希德 (1916-1997) | 上原優希德 (1916-1997) | 上原優希德 (1916-1997) | 上原優希德 (1916-1997) | 上原優希德 (1916-1997) | 上原優希德 (1916-1997) |          |          | 宮城敬 (1919-2008) (宮城長順長子) (講明館) | 宮城敬 (1919-2008) (宮城長順長子) (講明館) | 宮城敬 (1919-2008) (宮城長順長子) (講明館) | 宮城敬 (1919-2008) (宮城長順長子) (講明館) | 宮城敬 (1919-2008) (宮城長順長子) (講明館) | 宮城敬 (1919-2008) (宮城長順長子) (講明館) |  |  | 宮里榮一 (1922-1999) (順道館)   | 宮里榮一 (1922-1999) (順道館)   | 宮里榮一 (1922-1999) (順道館)   | 宮里榮一 (1922-1999) (順道館)   | 宮里榮一 (1922-1999) (順道館)   | 宮里榮一 (1922-1999) (順道館)   |  |  | 伊波康進 (1925-2012) (順道館) | 伊波康進 (1925-2012) (順道館) | 伊波康進 (1925-2012) (順道館) | 伊波康進 (1925-2012) (順道館) | 伊波康進 (1925-2012) (順道館) | 伊波康進 (1925-2012) (順道館) |  |  |
|  |  | 新里仁安 (1901-1945) | 新里仁安 (1901-1945) | 新里仁安 (1901-1945) | 新里仁安 (1901-1945) | 新里仁安 (1901-1945) | 新里仁安 (1901-1945) |  |  | 比嘉世幸 (1898-1966) (尚道館) | 比嘉世幸 (1898-1966) (尚道館) | 比嘉世幸 (1898-1966) (尚道館) | 比嘉世幸 (1898-1966) (尚道館) | 比嘉世幸 (1898-1966) (尚道館) | 比嘉世幸 (1898-1966) (尚道館) |  |  | 八木明德 (1912-2003) (明武館)   | 八木明德 (1912-2003) (明武館)   | 八木明德 (1912-2003) (明武館)   | 八木明德 (1912-2003) (明武館)   | 八木明德 (1912-2003) (明武館)   | 八木明德 (1912-2003) (明武館)   |  |  | 與儀實榮 (1912-1997) | 與儀實榮 (1912-1997) | 與儀實榮 (1912-1997)            | 與儀實榮 (1912-1997)            | 與儀實榮 (1912-1997)            | 與儀實榮 (1912-1997)            |                                 |                                 | 上原優希德 (1916-1997) | 上原優希德 (1916-1997) | 上原優希德 (1916-1997) | 上原優希德 (1916-1997) | 上原優希德 (1916-1997) | 上原優希德 (1916-1997) |          |          | 宮城敬 (1919-2008) (宮城長順長子) (講明館) | 宮城敬 (1919-2008) (宮城長順長子) (講明館) | 宮城敬 (1919-2008) (宮城長順長子) (講明館) | 宮城敬 (1919-2008) (宮城長順長子) (講明館) | 宮城敬 (1919-2008) (宮城長順長子) (講明館) | 宮城敬 (1919-2008) (宮城長順長子) (講明館) |  |  | 宮里榮一 (1922-1999) (順道館)   | 宮里榮一 (1922-1999) (順道館)   | 宮里榮一 (1922-1999) (順道館)   | 宮里榮一 (1922-1999) (順道館)   | 宮里榮一 (1922-1999) (順道館)   | 宮里榮一 (1922-1999) (順道館)   |  |  | 伊波康進 (1925-2012) (順道館) | 伊波康進 (1925-2012) (順道館) | 伊波康進 (1925-2012) (順道館) | 伊波康進 (1925-2012) (順道館) | 伊波康進 (1925-2012) (順道館) | 伊波康進 (1925-2012) (順道館) |  |  |
|  |  |                      |                      |                      |                      |                      |                      |  |  |                               |                               |                               |                               |                               |                               |  |  |                                 |                                 |                                 |                                 |                                 |                                 |  |  |                      |                      |                                 |                                 |                                 |                                 |                                 |                                 |                        |                        |                        |                        |                        |                        |          |          |                                            |                                            |                                            |                                            |                                            |                                            |  |  |                                 |                                 |                                 |                                 |                                 |                                 |  |  |                               |                               |                               |                               |                               |                               |  |  |
|  |  |                      |                      |                      |                      |                      |                      |  |  |                               |                               |                               |                               |                               |                               |  |  |                                 |                                 |                                 |                                 |                                 |                                 |  |  |                      |                      |                                 |                                 |                                 |                                 |                                 |                                 |                        |                        |                        |                        |                        |                        |          |          |                                            |                                            |                                            |                                            |                                            |                                            |  |  |                                 |                                 |                                 |                                 |                                 |                                 |  |  |                               |                               |                               |                               |                               |                               |  |  |
|  |  | 福地清幸 (1919-1975) | 福地清幸 (1919-1975) | 福地清幸 (1919-1975) | 福地清幸 (1919-1975) | 福地清幸 (1919-1975) | 福地清幸 (1919-1975) |  |  | 渡口政吉 (1917-1998) (尚禮館) | 渡口政吉 (1917-1998) (尚禮館) | 渡口政吉 (1917-1998) (尚禮館) | 渡口政吉 (1917-1998) (尚禮館) | 渡口政吉 (1917-1998) (尚禮館) | 渡口政吉 (1917-1998) (尚禮館) |  |  | 玉城壽英 (1905-1997)            | 玉城壽英 (1905-1997)            | 玉城壽英 (1905-1997)            | 玉城壽英 (1905-1997)            | 玉城壽英 (1905-1997)            | 玉城壽英 (1905-1997)            |  |  |                      |                      |                                 |                                 |                                 |                                 |                                 |                                 |                        |                        |                        |                        |                        |                        |          |          |                                            |                                            |                                            |                                            |                                            |                                            |  |  |                                 |                                 |                                 |                                 |                                 |                                 |  |  |                               |                               |                               |                               |                               |                               |  |  |

## 剛柔流著名代表團體

### 沖繩剛柔流
- 尚道館(比嘉世幸)國際剛柔流空手古武道連盟
- 明武館(八木明德)國際明武館剛柔流空手道連盟（IMGKA)
- 尚禮館(渡口政吉)
- 講明館(宮城敬)空手道剛柔連盟
- 順道館(宮里榮一)沖繩剛柔流空手道協會 (OGKK)
- 尚武館(新城正信)
- 國際沖繩剛柔流空手道連盟 (IOGKF))(東恩納盛男)
- 拳友會
- 剛榮館

### 日本剛柔流
- 全日本空手道連盟剛柔會
- IKO全日本空手道會
- 日本正剛館空手道士會
- 全日本空手道剛柔會
- 日本正武館

## 外部連結
- 國際明武館剛柔流空手道連盟 東京本部 （页面存档备份，存于）
- 國際沖繩剛柔流空手道連盟 （页面存档备份，存于）
- 全日本空手道剛柔會 （页面存档备份，存于）
- JKF剛柔會 （页面存档备份，存于）
- 日本正剛館空手道士會 （页面存档备份，存于）
- 沖縄伝統空手道振興会 （页面存档备份，存于）
- 空手道剛柔流宗家 講明館 （页面存档备份，存于）
- 沖繩空手道剛柔流尚禮會 尚禮館總本部道場 （页面存档备份，存于）
- 沖繩剛柔流空手道協會 （页面存档备份，存于）